# Szürke gém
A szürke gém (Ardea cinerea) a madarak (Aves) osztályának gödényalakúak (Pelecaniformes) rendjébe, ezen belül a gémfélék (Ardeidae) családjába és a gémformák (Ardeinae) alcsaládjába tartozó nagyméretű gázlómadár. Népies nevei: kék gém, daru gém, fosógém, vasgém.
Az Ardea madárnem típusfaja.
A szürke gém élőhelyének egy részén állandó lakónak számít, míg elterjedési területére északabbi vidékeiről rendszerint délebbre vándorol. E madárfaj kedveli a vizes élőhelyeket, szívesen fészkel tavak, folyók, mocsarak közelében és tengerparti vidékeken. Főleg vízi élőlényekkel táplálkozik, melyeket a vízben állva hosszabb mozdulatlan ácsorgást követően kap el, vagy a vízbe gázolva csap le zsákmányára. 
Kiegyenesedve akár egy méternél is magasabb lehet, testtömege 1-2 kilogramm között váltakozik. Fehér feje és nyaka van, szemöldökétől kétoldalt fekete tollazat borítja fejének két oldalát, mely a tarkónál bóbitában végződik. Háta, szárnyainak felső fedőtollai szürkék, míg evezőtollainak vége fekete színű. Lábai barnák, míg csőre rózsaszínes-sárgás.
Csapatosan költ magasan a fák koronájában. Fészekalját általában három-öt tojás alkotja. mindkét szülő részt vesz a tojások kiköltésében, mely, mintegy 25 napot vesz igénybe, majd mindketten etetik a kikelt fiókákat. A fiókák hét-nyolc hetes korukra növesztik meg első tollazatukat. Számos fiatal egyed nem éli túl élete első telét, ám, ha mégis túlélik, akkor akár az ötéves kort is megélhetik.
Az ókori egyiptomi kultúrában Bennu istenséget szürke gém képében ábrázolták. Egykoron a roston sütött gémhús igen előkelő eledelnek számított, ezért, mikor 1465-ben George Neville York érseke lett, a vendégségnek több száz roston sült gémet szolgáltak fel.

## Előfordulása
A szürke gém kiterjedt élőhellyel rendelkezik a palearktikus faunatartományon belül. Névadó alfajának (A. c. cinerea) élőhelye északon Norvégiában a 70. szélességi körig, Svédországban a 66. szélességi körig tart, míg más területeken a 60. szélességi kör alkotja elterjedési területének északi határát. Élőhelyének déli határa Észak-Spanyolország, Franciaország, Közép-Olaszország, a Balkán-félsziget, a Kaukázus hegység, Irak, Irán, India és Mianmar vidékén húzódik. Afrikában a Szaharától délebbi területeken, valamint a Kanári-szigeteken, Marokkóban, Algériában, Tunéziában és a Földközi-tenger szigetein fordul elő. Kelet-Szibériában, Mongóliában, Kelet-Kínában, Japánban és Tajvanon az A. c. jouyi nevű alfaja veszi át helyét, míg Madagaszkáron és az Aldabra-szigeteken az A. c. firasa alfaj, Mauritániában és a part menti szigeteken viszont az A. c. monicae alfaj honos.
Elterjedési területének jelentős részén a szürke gém egész évben megtalálható, míg élőhelyének északi részéről rendszeresen elvándorol a tél hidege elől. Néhány északon élő egyede a telet Közép- és Dél-Európában tölti, míg a többiek távolabbra vándorolnak dél felé, Afrika Szaharán túli vidékeiig. Élőhelyén belül a szürke gém a vizes élőhelyeket részesíti előnyben, amelyek megfelelő mennyiségű táplálékot biztosítanak számára. A kiválasztott élőhelynek rendelkeznie kell egy sekélyebb vízzel borított területtel, ahol a gémek belegázolhatnak a vízbe táplálékkeresés közben. Annak ellenére, hogy főleg sík vidékeken fordul elő, mégis fel szokott bukkanni hegyvidéki víztározók, tavak környékén is, valamint kedveli a kisebb folyókat, kis tavakat, mocsarakat, lápokat, csatornákat, elöntött vidékeket, tengerparti fövenyeket, lagúnákat. Időnként eltávolodik a víztől, a legelők irányába,, illetve feljegyezték, hogy sivatagos területeken hüllőket, bogarakat fogyasztott. A fészkelőhelyei általában víz közelében vannak, ám kivételes esetekben akár 8 kilométeres távolságban is lehetnek a táplálkozóhelyektől.

## Alfajai
- Ardea cinerea cinerea (Linnaeus, 1758) – Európa, Afrika, Nyugat-Ázsia
- Ardea cinerea monicae (Jouanin & Roux, 1963) – a Banc d'Arguin sziget  Mauritánia partja mentén
- Ardea cinerea firasa (Hartert, 1917) – Madagaszkár
- Ardea cinerea jouyi (Clark, 1907) – Kelet-Ázsia

## Megjelenése
A szürke gém nevéhez illően alapvetően szürkés színezetű. Nyaka és feje fehéres, bóbitája, mely a szeme mögül indul, fekete. A bóbitával még nem rendelkező fiatal egyedek feje sötétszürke. Evezőtollai feketék, szárnyfedői sötétszürkék. Csőre sárga, de költési időben narancssárgává válhat.
Hossza mintegy 90–98 centiméter, szárnyfesztávolsága 175–195 centiméter között mozog. Testtömege 1–2 kilogramm.

## Életmódja
A szürke gém részben vonuló madár. Az észak-európai – és részben a közép-európai – állomány télire Afrikába, a Szaharától délre eső vidékre vonul. Viszonylag későn indul, és korán érkezik: Magyarországon február és október között figyelhetjük meg; igaz, az állomány egy része itt tölti a telet.

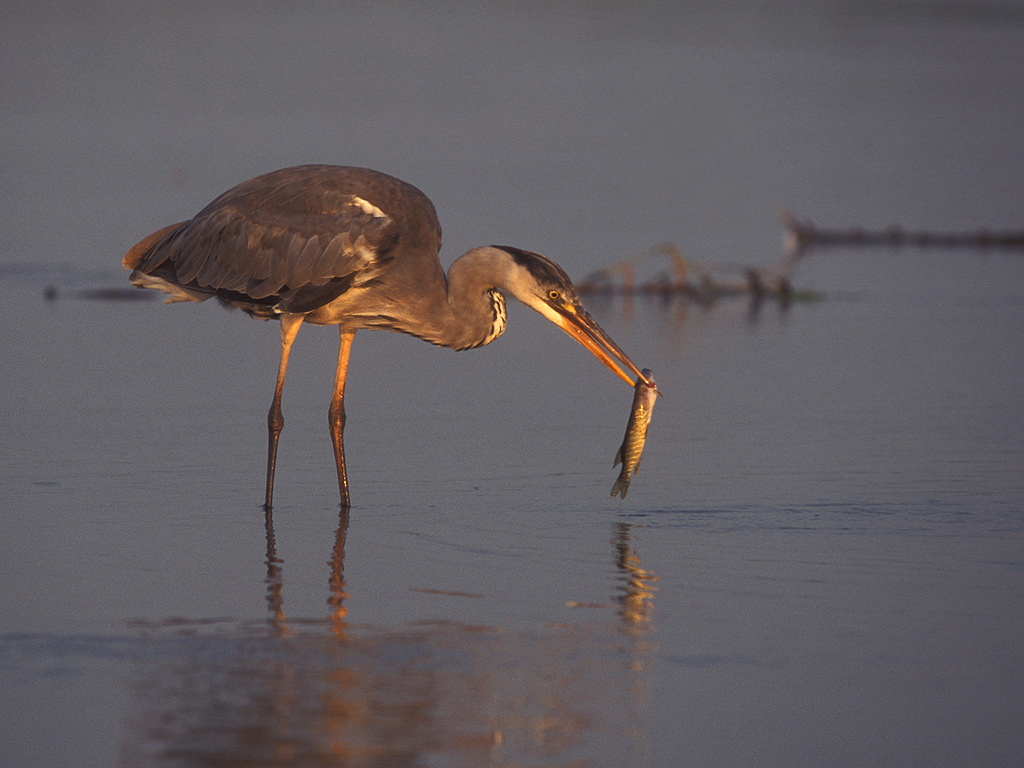
Vadászat...
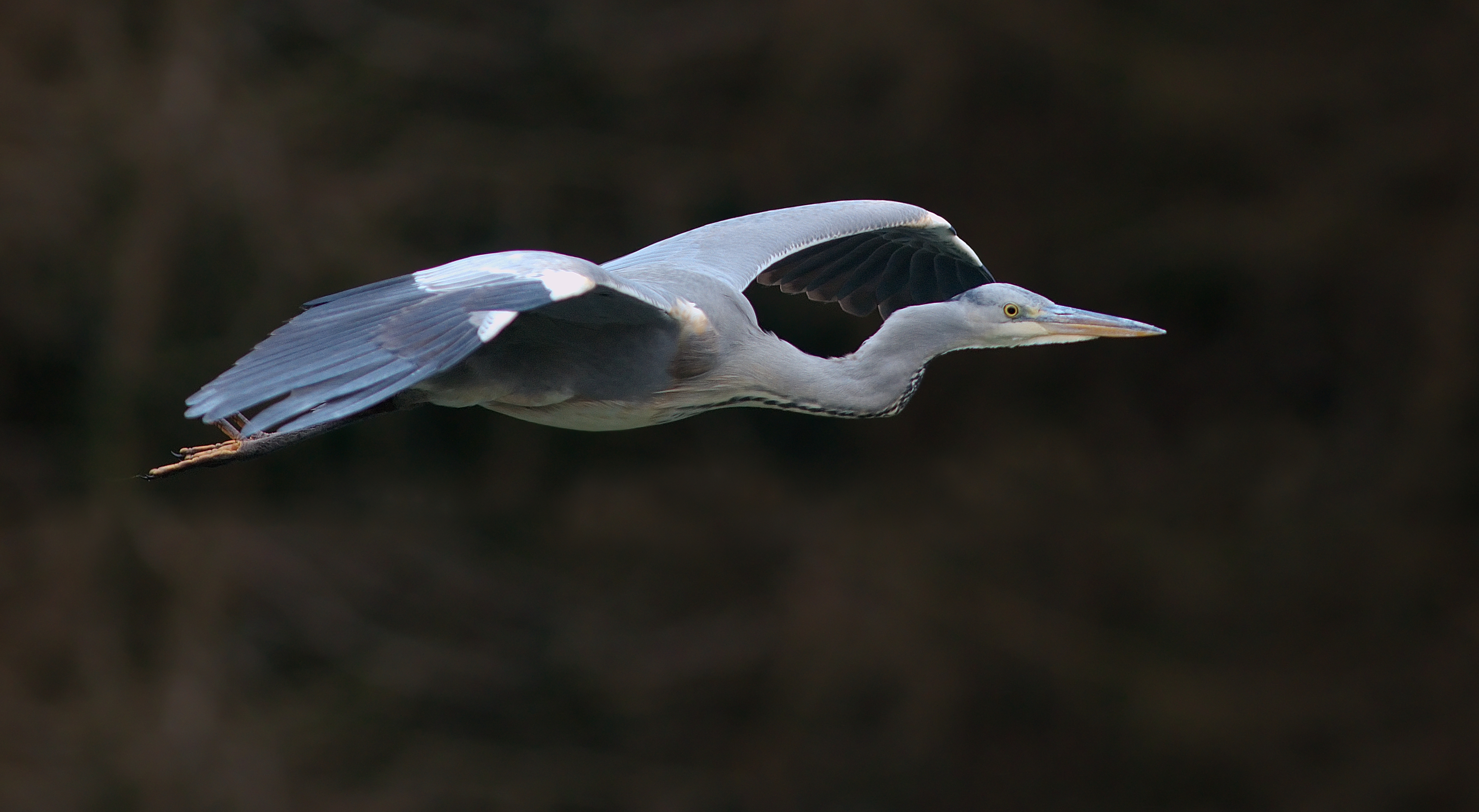
... és repülés közben
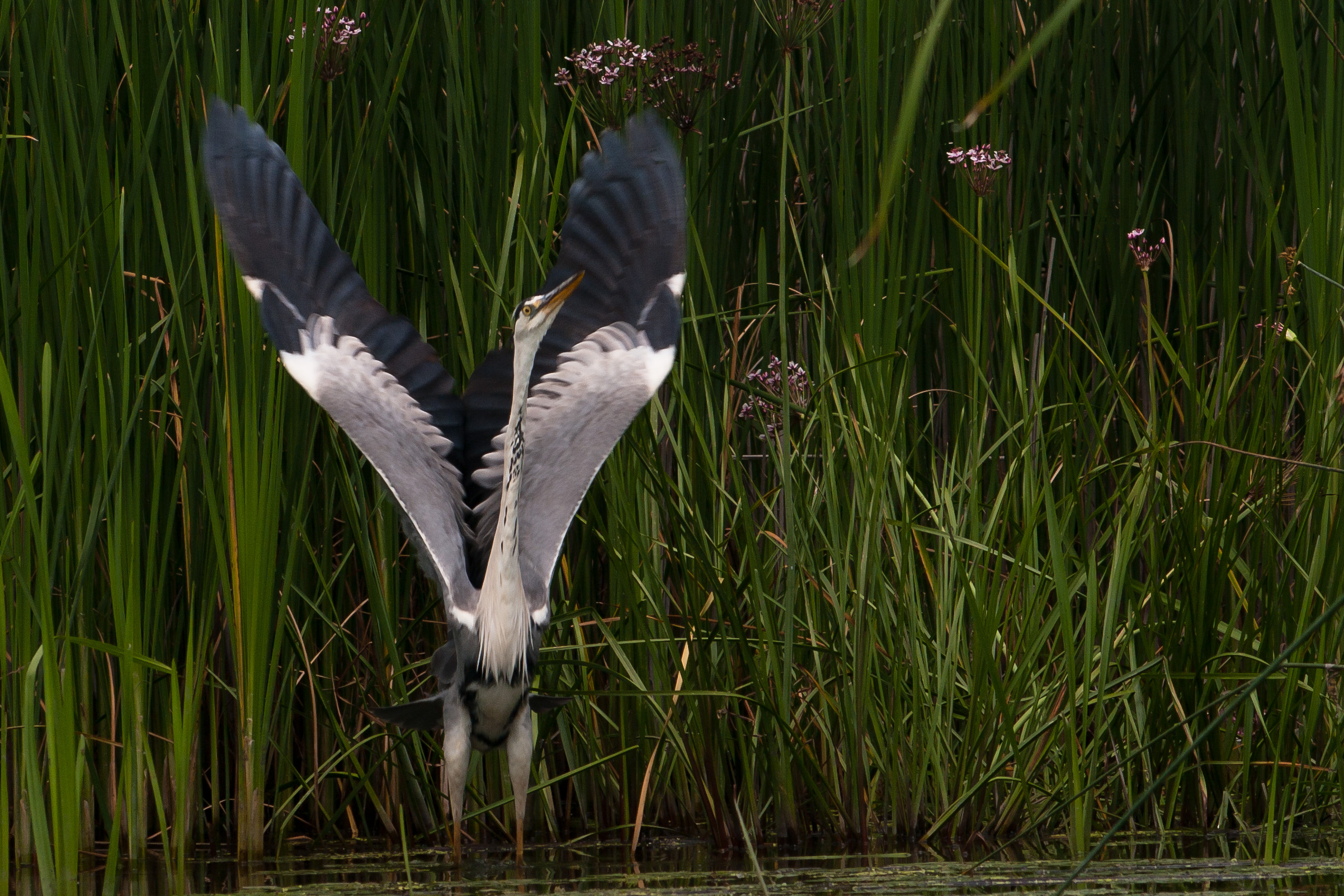
Egy kis tollászkodás
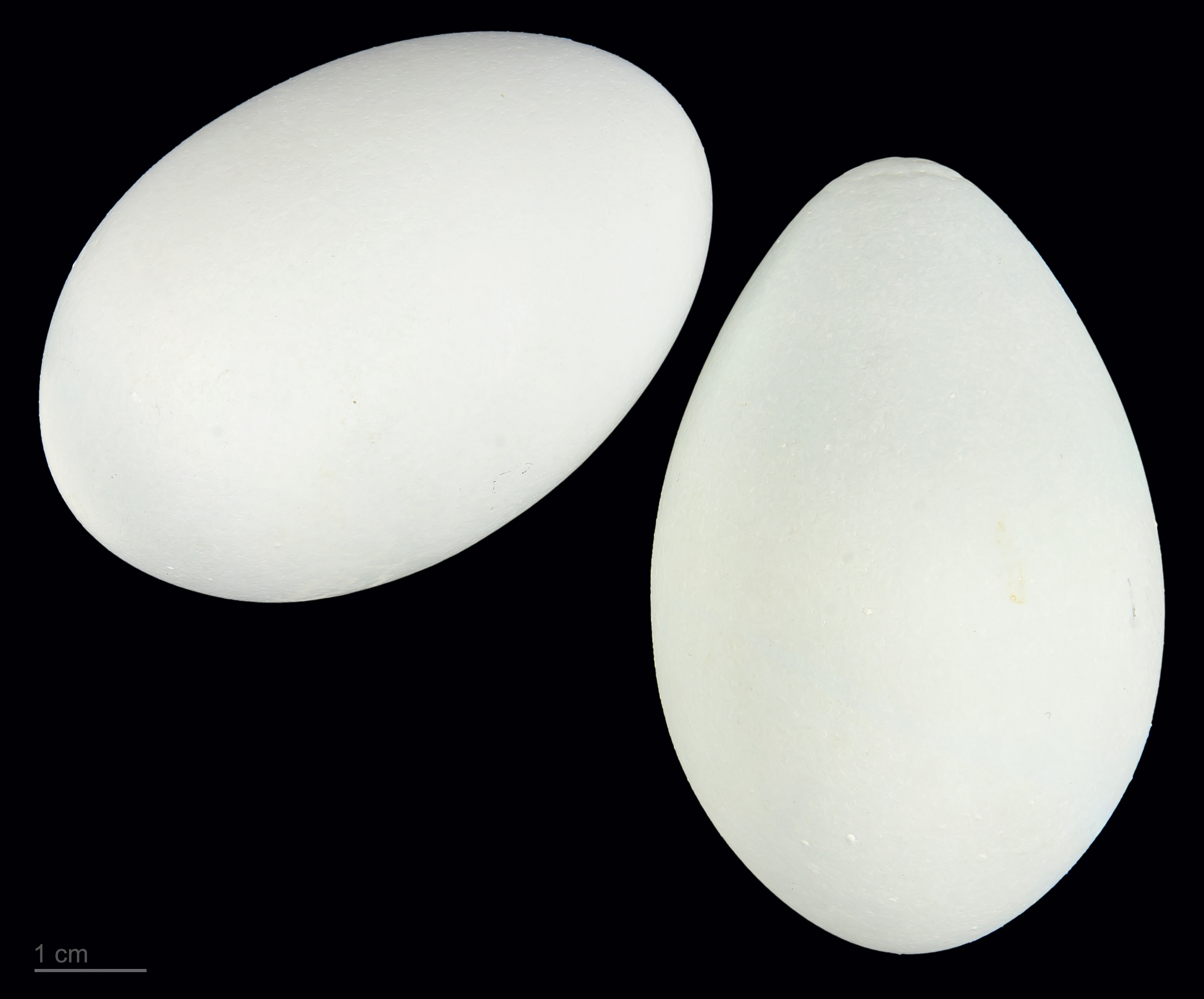
Tojásai egy múzeumban

Alapvetően társas madár, bár egyedül vadászik. Élőhelyén, mocsarak, folyók, tavak partján rokonaihoz hasonlóan halakkal, kétéltűekkel, csigákkal, hüllőkkel, kisemlősökkel, rákokkal táplálkozik. Vadászati stratégiája a gyorsaságra és a kivárásra épül: mozdulatlanul áll a sekélyesben, várva az áldozatot, majd hegyes csőrével lecsap. Olykor úsznia is kell, ami nem okoz neki gondot. Táplálékkeresés közben akár 30 kilométerre is eltávolodhat pihenőhelyétől, és nem ritka, hogy táplálékban gazdag helyeken tömegesen bukkan fel. Előszeretettel dézsmál meg halgazdaságokat és kerti tavacskákat.
Röpte közben feltartott feje, S alakban behajtott nyaka és hátranyújtott lába a gémfélék jellemzője. Ez a tartás a gémfélékre jellemző és megkülönbözteti őket a gólyáktól, a darvaktól és a kanalasgémektől, melyek előre kinyújtott nyakkal repülnek. Repülése lassú, nehézkes. Jellegzetes hangja az érdes, recsegő „kraank” kiáltás. Fészkelőhelyén olykor csőrét csattogtatva ad hangot. A szürke gém lassú szárnycsapásokkal repül és időnként rövid ideig siklik a levegőben. Néha kering a levegőben, ilyenkor komolyabb magasságokat is elérhet, de nem olyan gyakran teszi ezt, mint a gólyák. Tavasszal és esetenként ősszel is jóval magasabbra emelkedik, mint a gémtanya és ilyenkor pár után kutat, majd a párzást megelőző bemutató során manővereket, illetve zuhanórepülést mutat be. E madarak gyakran fákon gubbasztanak, ám idejük jelentős részét a földön töltik, mozdulatlanul ácsorogva hosszú ideig, gyakran egy lábon egyensúlyozva..

### Városi életmód
A szürke gémeknek meg van az a képességük, hogy városi körülményekhez is tudnak alkalmazkodni, olyan helyeken, ahol fészkelőhelyet és táplálkozási lehetőséget találnak maguknak. Hollandiában a szürke gémek az utóbbi évek során számos városi életteret birtokba vettek. Az olyan városokban, mint, amilyen Amszterdam is a gémek mindig is jelen voltak és alkalmazkodtak a modern városi élet körülményeihez. Ugyanúgy vadásznak, mint máshol, de gyakran felbukkannak utcai vásárok és büfék környékén. Néhány egyed kihasználja, hogy az emberek etetik őket az otthonaiknál kihelyezett etetőkből, vagy kapnak halakat a horgászok, halászok zsákmányából. Kisebb mértékben ugyan, de hasonló viselkedésmód alakult ki Írországban. A díszhalakkal teli kerti tavak csábítóak a gémek számára és lehetőséget biztosítanak a fiatal egyedek számára, hogy elsajátítsák a könnyű prédák elejtésének módjait.

### Táplálkozása

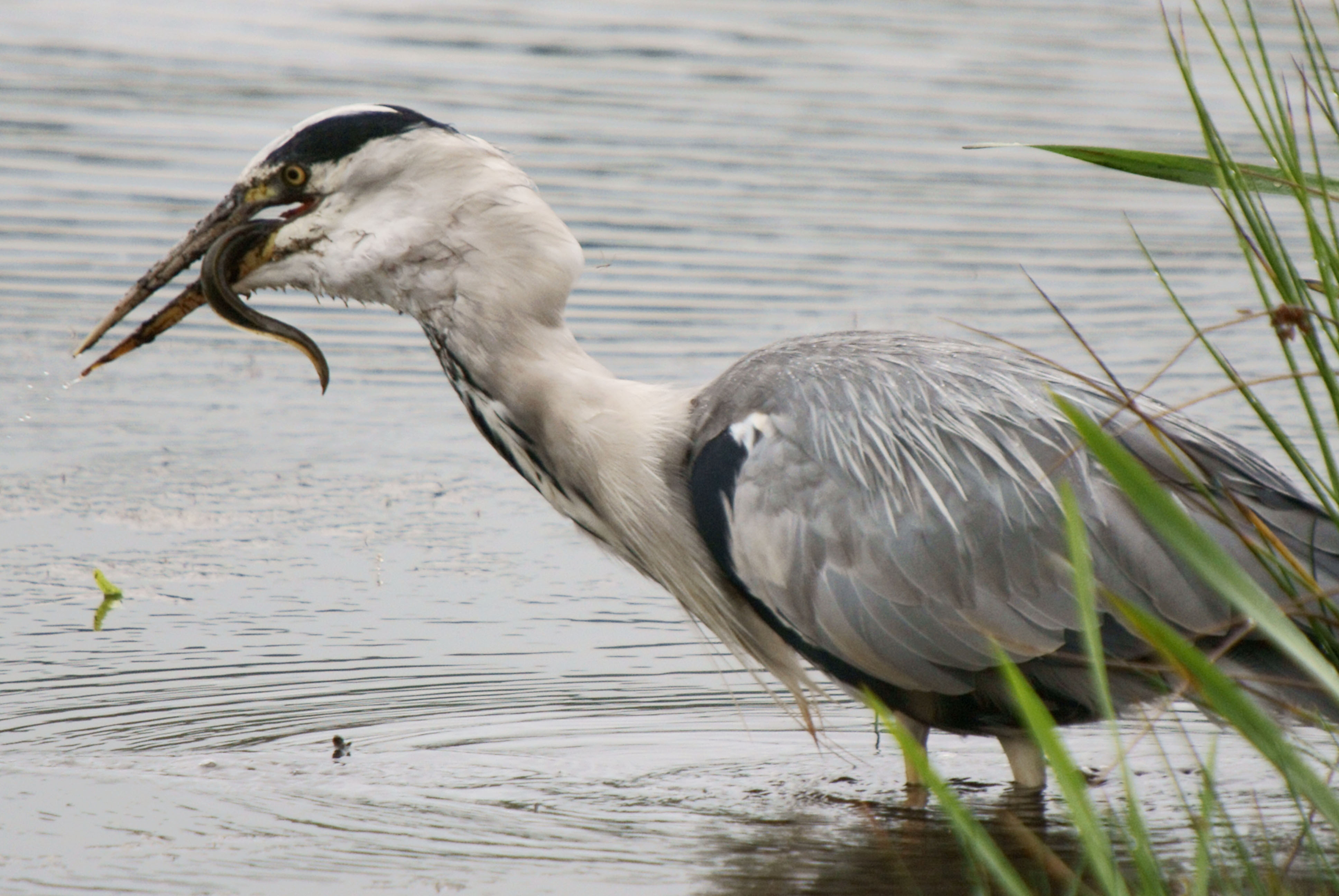
Egy angolna lenyelése közben

A szürke gémek halakkal, kisebb emlősökkel, kétéltűekkel és rovarokkal táplálkoznak, melyeket a sekély vízben ejtenek el hosszú csőrük segítségével. Megfigyelések bizonyítják, hogy a gémek időnként elkapnak és elfogyasztanak kis testű madarakat is, mint például kiskacsákat és időnként olyan méretű madarakat is, mint, amilyen a guvat.
Vadászat közben a gémek mozdulatlanul állnak a sekély vízben, vagy egy sziklán, homokpadon a víz mellett, várva arra, hogy a zsákmány kellő közelségbe kerüljön. E madár képes arra, hogy hirtelen kiegyenesítse nyakát és villámgyorsan lecsapjon áldozatára hegyes csőrével. Pihenés közben nyakát gyakran S-alakban tartja.
A kisebb halakat gyorsan lenyeli, míg a nagyobb zsákmányokat, mint, amilyen az angolna, kiviszi a partra, ahol csőrével apróbb részekre tépi, majd elfogyasztja. Gyakran a még élő prédát a földhöz vágja. Kisebb madaraknál a zsákmányt a csőrébe veszi annak nyakánál fogva, hogy így fojtsa meg azt, mielőtt egészben lenyelné. A gémek is szoktak köpeteket felöklendezni, amelyek emészthetetlen állati maradványokat tartalmaznak, mint például csontokat, tollakat, szőrt, kitinpáncélt. A gémek leginkább hajnalban, vagy alkonyat idején szoktak vadászni, de ez a nappali időszak többi szakaszában sem ritka. Éjjelente fákon, vagy sziklákon alszik.

## Szaporodása

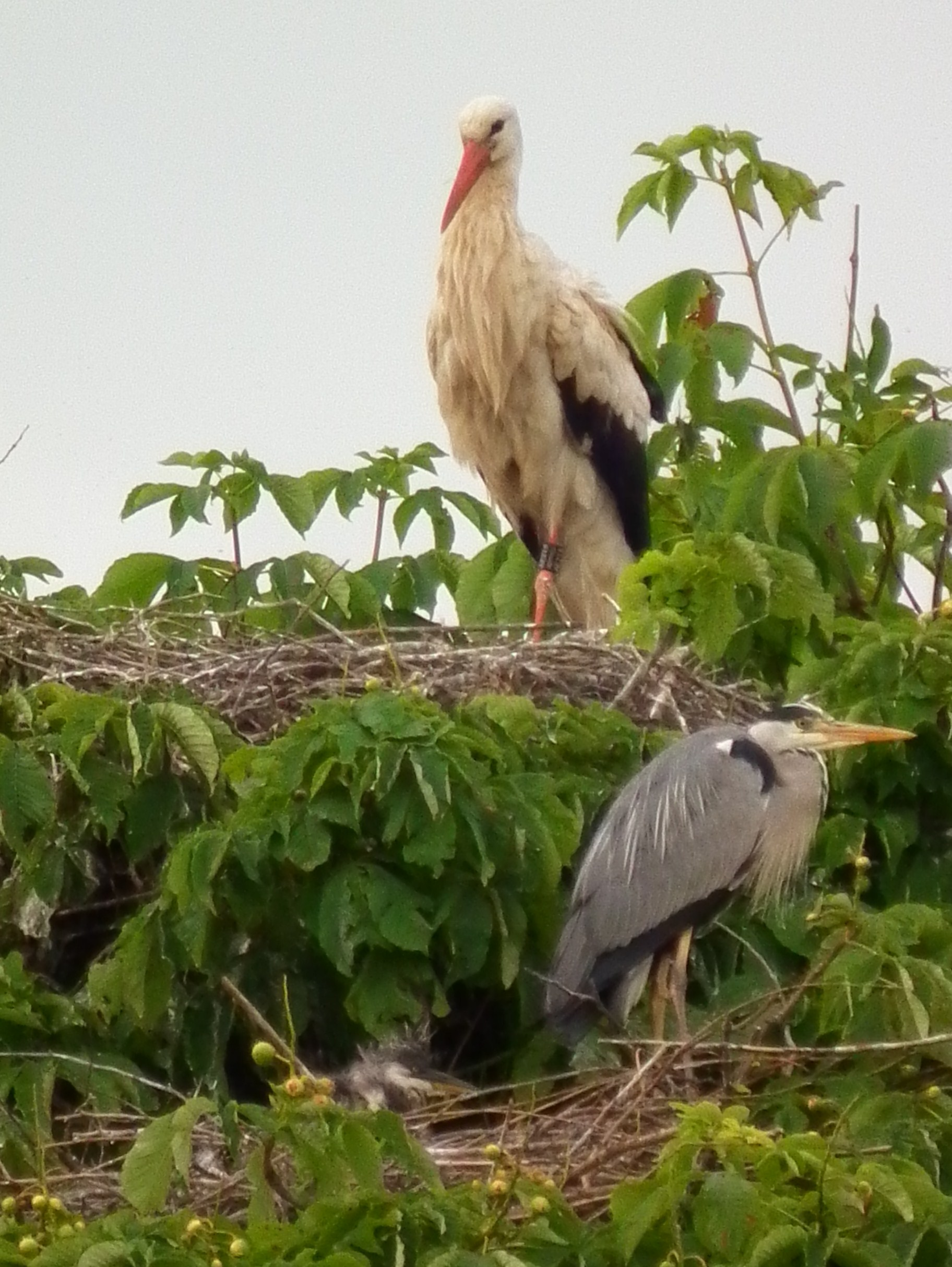
Fehér gólya és szürke gém közös telepe

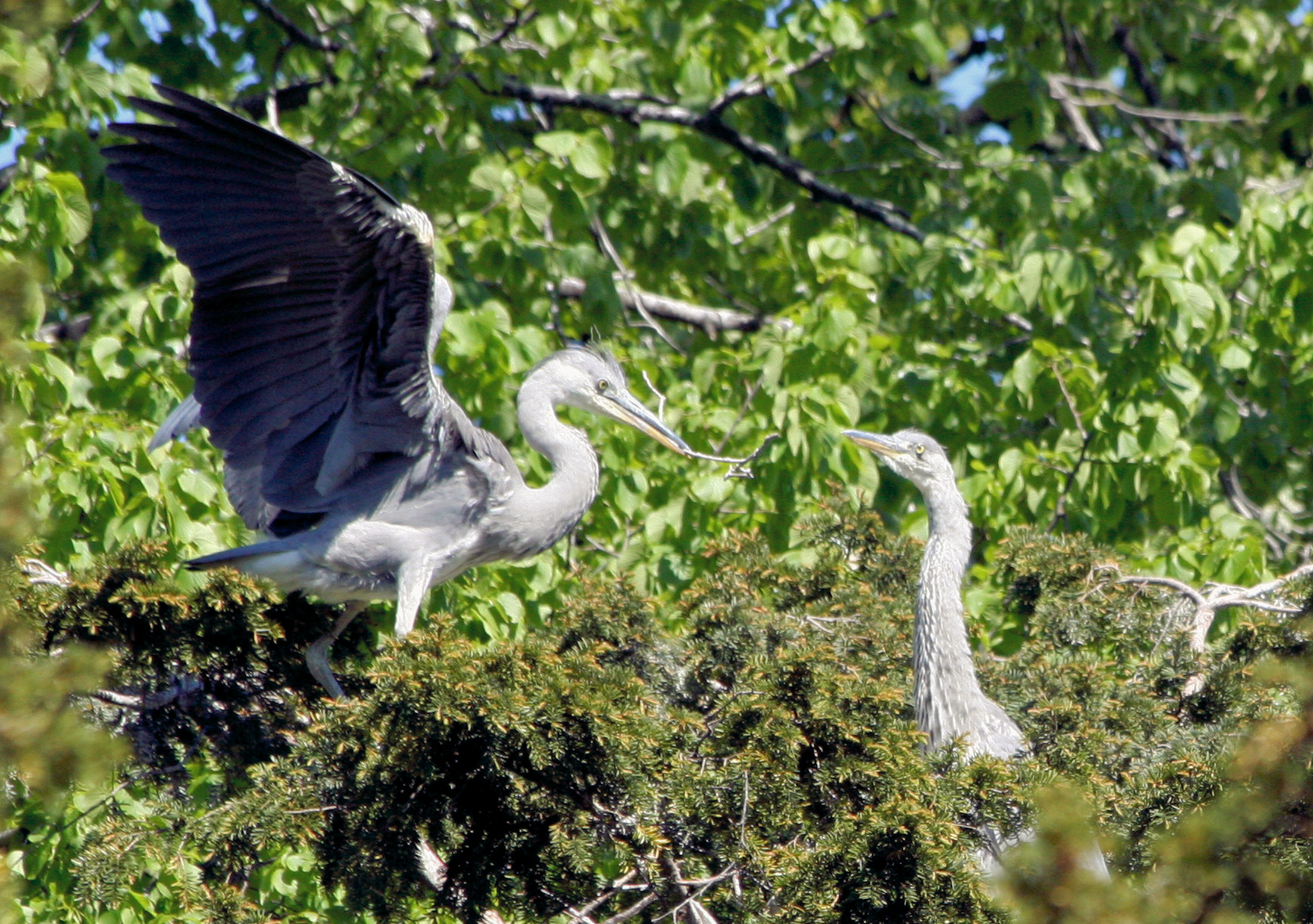
Fészeképítés közben

A szürke gém telepeken fészkel, melyek általában ártéri erdőkben, fák koronájában jönnek létre, de olykor nádasokban vagy sziklákon.  Időnként más fészkelőhelyet is kiszemelhet magának, mint például kisebb fákat, bokrokat. Gyakran más gázlómadarakkal közösen alkot telepeket. A telepeken minden hímnek megvan a maga revírje, területe a jövendő fészek körül, amit hevesen védelmez a többi hímmel szemben. Amíg párra nem akad, a hím hangos kiáltásokat hallat, tojó közeledtére pedig nyomban pózolni kezd: nyakát kinyújtja, csőrét az égnek emeli. Ha a tojó közeledik, a hím lehajtja fejét, és csattogtatja a csőrét.
A pár fészke alapvetően gallyakból, nádszálakból készül. A gémek ugyanazt a fészket használják évről évre, míg az meg nem semmisül. Fészkét kezdetben apró gallyakból rakja, melyet egyre több anyaggal pótol ki minden évben. Belsejébe apró gallyakat, gyomok, fűfélék gyökérlabdáját, nádat helyez. A fészeképítés anyagát a hímek gyűjtik, míg a tojók az építési munkálatokat végzik. A párzásra február és június között szokott sor kerülni. mikor az egyik madár megérkezik a fészekhez, akkor egy üdvözlési ceremónia játszódik le, amikor mindketten felemelik, majd leeresztik szárnyaikat, illetve felborzolják tollazatukat. Az európai kontinensen és másutt néha a kolóniákkal együtt szokott fészkelni a vörös gém és egyéb gémfélék.
Évente általában csak egyszer költ, és enyhébb időben akár már február végén megkezdődhet tojásrakás, azonban erre rendszerint csak márciusban kerül sor. A fészekalj három-öt tojásból áll, bár feljegyeztek kettő, illetve hét tojásból álló fészekaljat is. A tojásoknak matt zöldeskék színe van, méretük 60x43 mm. A tojásokat normális esetben két napos időközönként rakja le a tojó és a költési időszak általában már az első, vagy a második tojás lerakását követően elkezdődik, ezért a 4–5 fióka kisebb időeltolódással kel ki. A pár mindkét tagja részt vesz a költésben, ami mintegy huszonöt napig tart. A kikelt fiókák táplálásában mindkettő szülő részt vesz. A fiókák hét-nyolc héten belül megtollasodnak. Általában évente egyetlen fészekaljat nevelnek fel, de feljegyezték már olyan esetet is,hogy kettő fészekaljnyi fiókát neveltek fel. Táplálékban szegény években előfordul, hogy csak az idősebb utódokat nevelik fel szüleik, a gyengébbek pedig elpusztulnak.
A legidősebb szürke gém huszonhárom évet élt meg, de a vadon élő egyedek átlagosan várható életkora mindössze 5 év körül mozog. A fiókák mintegy egy harmada éli csak meg a második életévét, mivel sok fiatal egyed esik a ragadozó állatoknak zsákmányul.

## Kárpát-medencei előfordulása

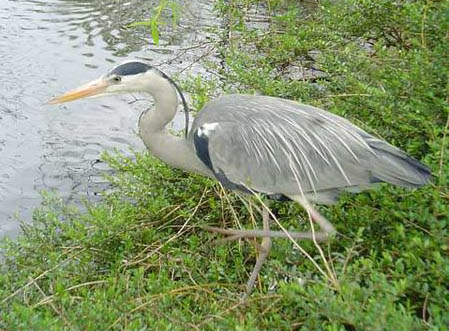

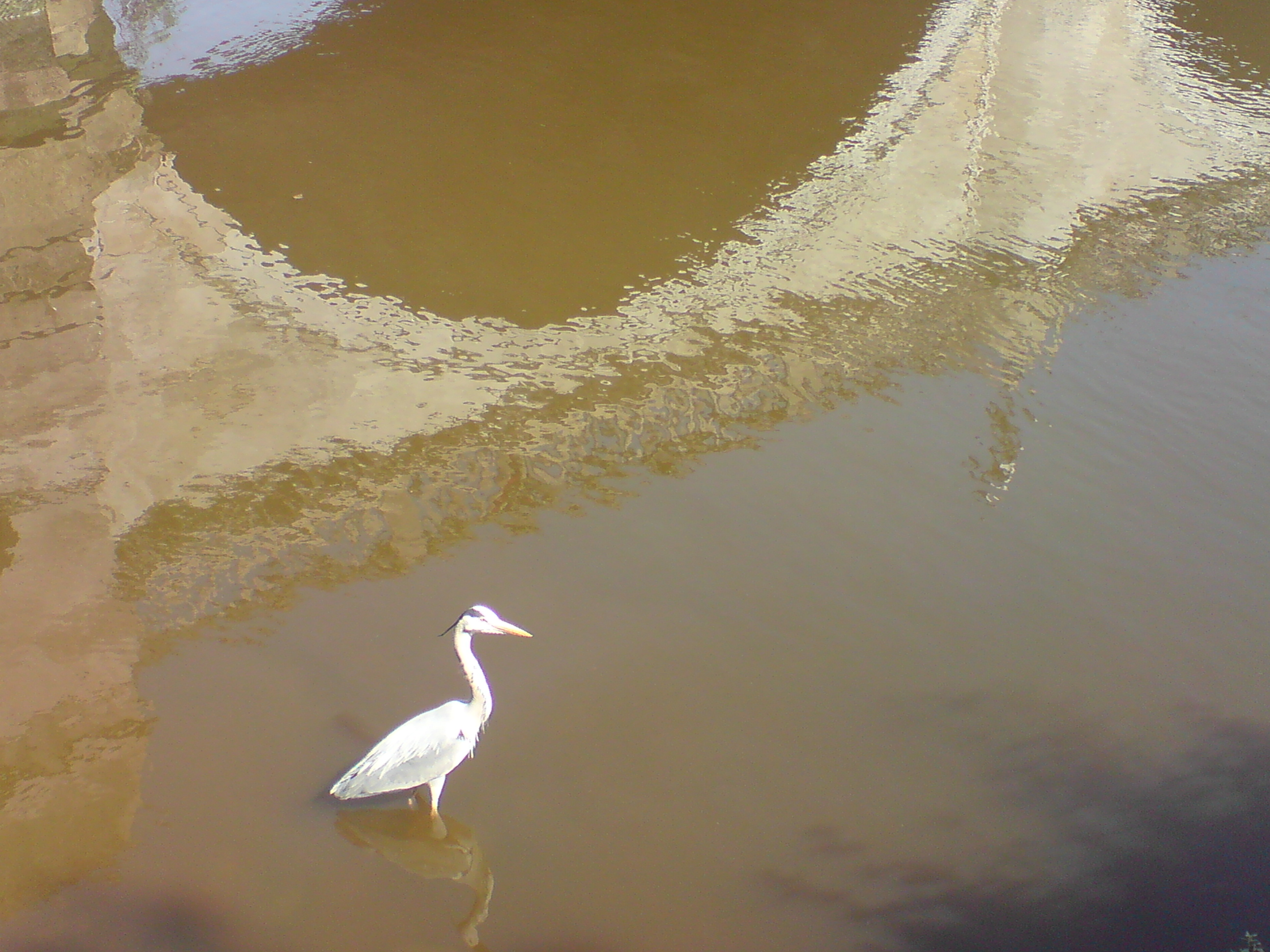
Szürke gém Angliában

A szürke gém magyarországi állománya mintegy 2500–3500 fészkelő párra tehető, és stabilnak minősül. Elsősorban a Tisza-tó és a felső-Tisza vidékén gyakori, de majdnem minden vizünk mellett előfordul. A Dunántúli- és az Északi-középhegységben a legkisebb az állomány sűrűsége.

## Védettsége
A szürke gém állománya egész Európában – Magyarországon is – stabilnak tekinthető, ezért a Természetvédelmi Világszövetség a nem veszélyeztetett fajok közt tartja nyilván. Mindazonáltal Magyarországon védett, természetvédelmi értéke 50 000 forint.